# Hieracium subgracilescens
Hieracium subgracilescens là một loài thực vật có hoa trong họ Cúc. Loài này được (Dahlst. ex Zahn) Notø mô tả khoa học đầu tiên năm 1944.